# Siang
Le siang est une langue austronésienne parlée en Indonésie, dans le Kalimantan central, dans l'île de Bornéo. La langue appartient à la branche malayo-polynésienne des langues austronésiennes.

## Classification
Le siang est une des langues barito occidentales, un groupe des langues malayo-polynésiennes occidentales.

## Vocabulaire
Exemples du vocabulaire de base de deux dialectes, le murung et le siang :
| français       | murung     | siang      |
| -------------- | ---------- | ---------- |
| un             | ičɔ’       | ičɔ        |
| cinq           | limɔ’      | ʎimɔ’      |
| cendres        | aβu’       | aβu        |
| pleuvoir       | učan       | učan       |
| maison         | lɔpɔ       | ʎopou      |
| feu            | apui       | apui       |
| soleil         | matanondou | matanɔndou |
| cochon sauvage | baβui      | baβui      |